# سوسمار کوتوله اطلسی
سوسمار کوتوله اطلسی (نام علمی: Atlantolacerta andreanskyi)، که معمولاً به عنوان سوسمار آندریانسکی شناخته می‌شود، تنها گونه از سردهٔ Atlantolacerta، از خانواده سوسمارهای دیواری یا سوسماران راستین و بومی شمال غربی آفریقا است.